# 上根峠
上根峠（かみねだお、かみねとうげ）は、広島県安芸高田市八千代町上根にある峠。
日本百名峠。山陽地方（瀬戸内海側）と山陰地方（日本海側）の分水界になっている。河川争奪によって形成された地形の代表的事例。活断層上根断層（かみねだんそう）のほぼ中央に位置する。旧峠道が島根県道・広島県道5号浜田八重可部線、現在は国道54号/国道183号上根バイパスがそれを担う。

## 地理
| Clip 地形図 | 地図 |

### 上根断層
上根断層は、安芸高田市八千代町土師から安佐北区可部まで北東 - 南西方向に約16キロメートル (km) の活断層である。活動度はB。断層に関する具体的な測定数値データはない。
上根断層の南西に約9 km離れて己斐断層さらにそこから約6 km離れて五日市断層がある。岩国-上根断層系としてグループ化されているが、上根断層が長さ20 km以下で詳細研究が行われていないことから岩国-五日市断層帯としては評価対象外となっている。
この断層に沿って南側に太田川水系根谷川（ねのたにがわ）・北側に江の川水系簸ノ川（ひのかわ）が流れる。上根峠は断層のほぼ中央に位置し、その2つの川の分水界にあたる。

### 河川争奪
上根峠は、50万年前から100万年前に根谷川が簸ノ川上流域を河川争奪したことで形成された。
1. 江の川は中国地方の一級河川としては唯一の先行河川であり、中国山地が形成される以前にその流路が形成された[14]。その支流の一つである簸ノ川の元々の源流点は白木山にあり、上根峠から南西約1.1 kmにあり白木山から流下する現在の根谷川支流の入甲川[5][6]（桧山川[4]とも）はかつて簸ノ川の本流であった[15]。現在の大林町草田や八千代町向山平原には、上根峠より高い標高地点で簸ノ川の河床堆積物と考えられる礫層が存在する[4]。根谷川との分水界は現在の安佐北区大林町付近にあった[15]。
2. 根谷川の侵食力は北東方向の上根側に地形を削っていった[15]。活断層によって岩盤が劣化したことで、根谷川の侵食が進んだと考えられている[16]。そして根谷川は簸ノ川の上流（現・桧山川あるいは入甲川）を河川争奪した[4][15]。
3. 根谷川は更に侵食していき北西側から流下する川（現・根谷川本流）を争奪し、分水界が上根峠となった[4][15]。争奪面積は29.11 km2と推定されている[4]。

河川争奪によって形成された地形として、国内で初めて紹介された事例と言われている（下村彦一「廣島縣高田郡上根附近の地貌」（PDF）『地理学評論』第4巻第11号、日本地理学会、1928年、1077-1087頁、2019年1月13日閲覧。）。上根断層と根谷川についての記載は更に古い（鈴木敏 『濱田圖幅地質説明書』農商務省地質調査所、1897年）。

### 周辺地形
上根峠は、安芸高田市八千代町上根（北東側）が極めて平坦な谷底平野、八千代町向山（南西側）は比高80メートル(m)の険阻なV字峡谷をなす、片峠になっている。
簸ノ川が形成した谷底平野は比較的広い。土地改良以前の上根やその北東側の下根は、水はけの悪い地で湿田が多くあった。この地域はかつての簸ノ川が豊富な流水によって広い谷底平野を形成したが、河川争奪によって上流部を奪われた結果、川の水量が少なくなったことで形成された。谷底平野の広さに較べて現流水量が少ないものを「無能河川」「無能谷」という。
簸ノ川上流に向かって南西方向に進むと、川は国道54号上根バイパスと並行していき、路肩に分水嶺の看板が設置されている。その先で川は突然途切れる。そこから西に進むと高低差約80 mある断崖が現れる。
|  |  |

この断崖から南西側が根谷川流域になる。根谷川の上流は北西方向の根ノ谷にあり、これに沿って約2 kmある県道5号の峠道が通る。根谷川はこの断崖付近でほぼ直角に折れ曲がる。その地点で南東方向の霧切谷から余井川が合流し、根谷川とでT字型を形成する。霧切谷には350 mほどの遊歩道がある。また根ノ谷・霧切谷には魚切滝など滝が多くある。
合流点より下流の根谷川流域の谷底平野は狭く、峡谷の中を南西方向にほぼ直線的に流下する。
北東側の中国山地からこの付近では夏から秋にかけて濃い霧（三次霧）が発生するが、この峠を超えて南西側の広島市方面へ向かうと消える（フェーン現象）。霧切谷（あるいはキンキン谷）の名はここから来ている。
地質は20万分の1地質図によると、峠頂部つまり上根が低位段丘堆積物、そこから北東の簸ノ川流域が堆積岩類。峠より南西側の根谷川流域つまり向山は大部分が広島型花崗岩。

### 上根バイパス
- 起点 : 広島県広島市安佐北区大林町
- 終点 : 広島県安芸高田市八千代町下根
- 全長 : 5.5 km [30]
- 車線 : 2車線（暫定）
- 構造物
  - 根之谷高架橋
  - 根之谷トンネル
  - 根之谷橋
  - 向山トンネル
  - 平原橋
  - 第一向山橋
  - 第二向山橋
  - 上根トンネル
  - 霧切谷橋

上根バイパスは、国道54号の難所だった上根峠を、トンネルで通過するために建設されたバイパス道路である。
#現道も参照
峠の南西側の急勾配は、豪雨時や冬季の積雪・凍結による規制が多く、山陽と山陰を結ぶ交通路のボトルネックになっていた。このため昭和47年（1972年）に総事業費158億円を計上して、旧峠道の東の山腹を穿ち、トンネルと橋梁で短絡する4車線道路のバイパス建設が決まった。予定では昭和58年（1983年）に4車線のうち2車線部分が開通する見込みだったが、平成2年（1990年）に全通した。

## 沿革
ここは、広島市中心部と市北部中心地の可部町、安芸高田市中心の吉田町、県北中心地である三次市を最短距離で結ぶ経路にある。ただ新たな交通網整備が検討された際に急峻な上根峠が通れるかどうか問題となった。そのため比較対象として三田-井原-向原を通る経路つまりJR芸備線が通る道（吉田道とも称する）が挙がることになる。

### 起源
この峠にいつ道ができたかは不明。なお簸之川の名は『日本書紀』のヤマタノオロチ伝説に登場し、その上流であり上根峠の北東側にはそれにまつわる伝承が残っている。
戦国時代、吉田郡山城を拠点とした毛利氏は上根峠を防衛線としたと伝わり、人馬の通行は難しかったという。大永2年（1522年）には、瀬戸内海側への進出をめざす尼子経久軍を毛利元就が迎撃した「根之坂上合戦」が起きている。そして、毛利氏が領内の経済活動促進のため道路網を整備した、あるいは領土を拡大した毛利氏がこの地に防衛拠点を置く必要がなくなったため自然に庶民が通行しだした、ことで峠道が形成されたと推察されている。
安土桃山時代、毛利氏は広島城に拠点を移すが、その時の移動や物資運搬は吉田道が用いられた。

### 雲石街道
慶長5年（1600年）広島藩藩主となった福島氏は広島城下とともに街道筋を整備したと言われている。その次に入封した浅野氏がそれを引き継ぎ、幕府による諸国巡見使派遣が決まったのを機に、藩は街道網を本格的に整備し、この道は道路幅7尺（約2.1 m）とし、寛永10年（1633年）脇街道「雲石街道（赤名越）」（雲石路、出雲街道とも）として正式に公道指定した。
年貢の運搬はそれ以前は吉田道沿いである三篠川による舟運が主流であったが、公道指定されたことにより雲石街道で運ばれるようになった。藩内の商業活動の発展に伴い街道は人や物流の往来が活発になった。ただこの峠道は街道屈指の難所であった。『芸藩通志』には「坂あり、登り八丁険なり」と記されている（8丁（町）=約873 m）。また馬子唄も残っている。
藩は街道の難所を改良工事しているが、この峠では行われなかった。

### 近代化
幕末になると荷車が普及したことにより、近代に入ると車利用を前提とした物資輸送のために近代的な道路改修が考えられるようになった。またこの道に関しては広島と松江を結ぶ軍用道路として考えられており、山陰側で士族反乱が起きたときに広島鎮台から軍を派遣し鎮圧するのが狙いであったという。
明治17年（1884年）、上根峠での新道工事が始まる。広島・松江線において最大の難工事となったが、もし駄目なら吉田道の方になり可部町や吉田町の中心部を通過しなくなって大打撃を受けるとして、峠の工事には両町も応援したという。そして明治23年（1890年）完成した。明治26年（1893年）県道となり、路面の敷石工事が始まり明治35年（1902年）完成した。これが現在の旧県道にあたり、幅員3.6 m・屈曲37か所・高低差66 mあった。
新しい峠道ができた明治後期から大正初期にかけて、峠の頂上である「上根市」は栄えた。車夫や馬子が大勢集まり、旅館や飲食店が道沿いに軒を連ねた。馬車は「三次車」、大八車は「山県車」とよばれ、主に米や炭が運ばれていた。
根谷川では地形を利用して水車が設けられていたという。また地形を利用して根野村営発電所を運営していた。大正15年（1926年）4月から送電を始め、太平洋戦争中の戦時統制により中国配電（現中国電力）に売却されその後は中電が運営していたものの、昭和45年（1970年）廃止となった。

### 芸備線
新たな交通手段として鉄道が登場する。当時は上根峠を鉄道で越えるのは技術的に不可能であったため吉田道に通ることになった。路線から外れた北側の吉田町・甲立村がこれに反発するも計画変更はなかった。そして大正4年（1915年）芸備線が開通する。交通の主流が吉田道側となったことで上根市は衰退した。昭和3年（1928年）下村彦一は論文の中で「現在の県道のとれる道筋は、全く汽車には不適合である。しかも、かかる狭い地域内に於いては、この県道以上の良道が建設され得るとも、考える事が出来ない。」と書いている。
またいつ頃かは不明であるが、乗合バスが通るようになった。昭和初期、芸備線はバス会社との客の取り合いが激化していた。昭和8年（1933年）この地を訪れた中村憲吉は歌を残している。

### 現道
現在の県道の峠道は、昭和15年（1940年）から工事が始まり、太平洋戦争に突入するも工事はそのまま続き、3年がかりの突貫工事で完成した。当時通行していたバスは木炭バスで乗客を乗せたまま峠を登るのには困難であったため、乗客は峠道の手前で降りて霧切谷の小道を歩いて登っていた。乗客がバスを押して登っていたこともあったという。
また大戦末期には現在の八千代町下根と佐々井あたりに飛行場が作られた。本土決戦に備えて大日本帝国海軍が整備しようとした特別攻撃隊用の基地の一つであった。工事には学徒勤労動員が充てられ、「国安牧場」と呼び偽装するため滑走路の一部に木の葉を敷き詰めたという。ただ工事途中で終戦を迎えたため、使用されることはなかった。
この峠道の県道が昭和28年（1953年）二級国道182号に昇格し、昭和38年（1963年）に国道54号へ昇格されるとともに全面舗装された。
そして交通渋滞および交通の難所解消のために上根バイパスと可部バイパスが計画された。上根バイパスは昭和49年（1974年）着工、昭和52年（1977年）上根地区1.9 kmが完成し一部供用開始した。昭和59年（1984年）全線開通の予定であったが、トンネルの工期が伸びたことと国の緊縮財政の影響もあって工事自体が遅れ、平成2年（1990年）全線開通した。これによって峠道が国道指定から外され、現在の県道となった。
なおこの南西側が2014年広島土砂災害の被災地である。

## 周辺

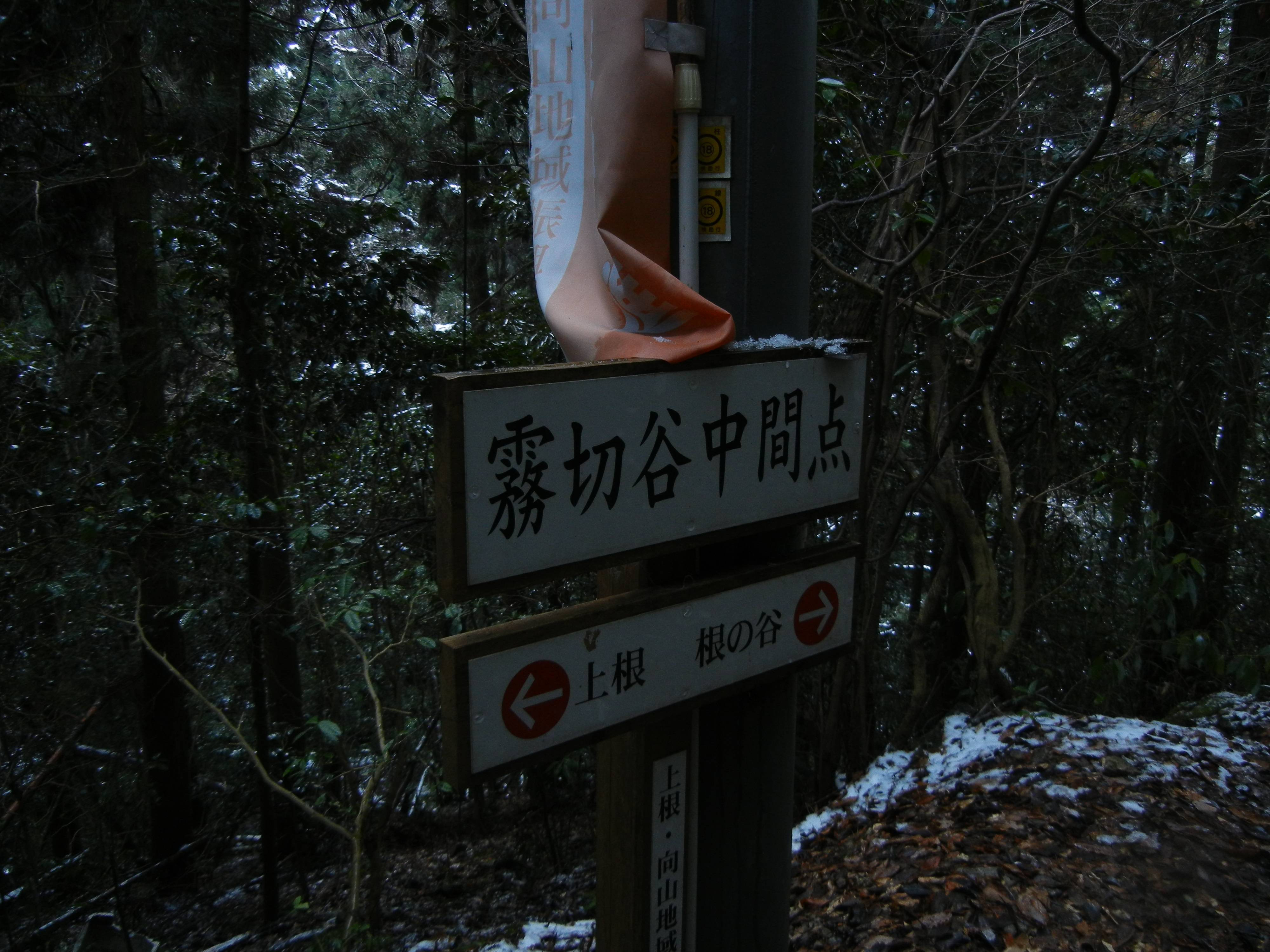
2.霧切谷遊歩道中間点
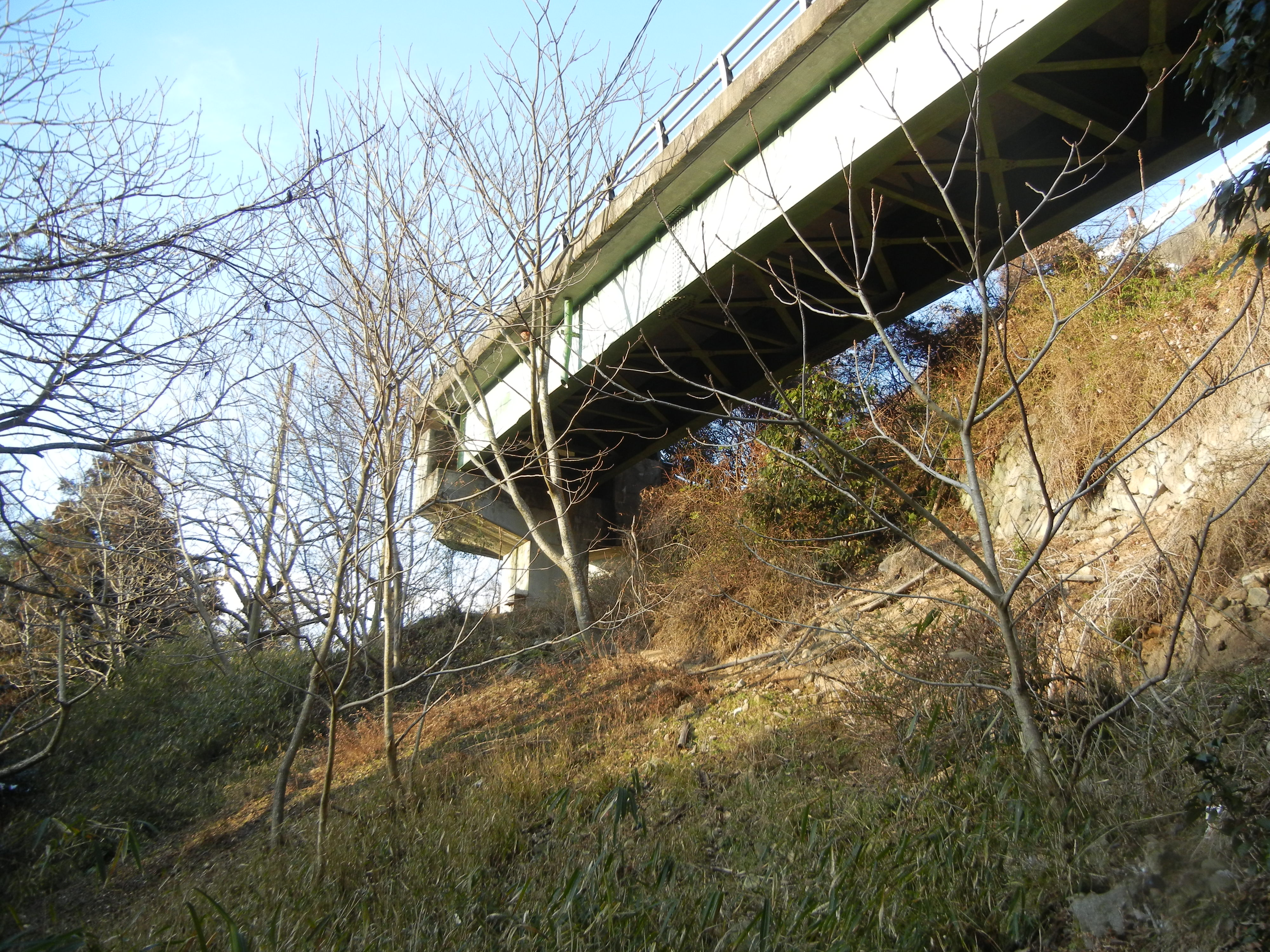
3.
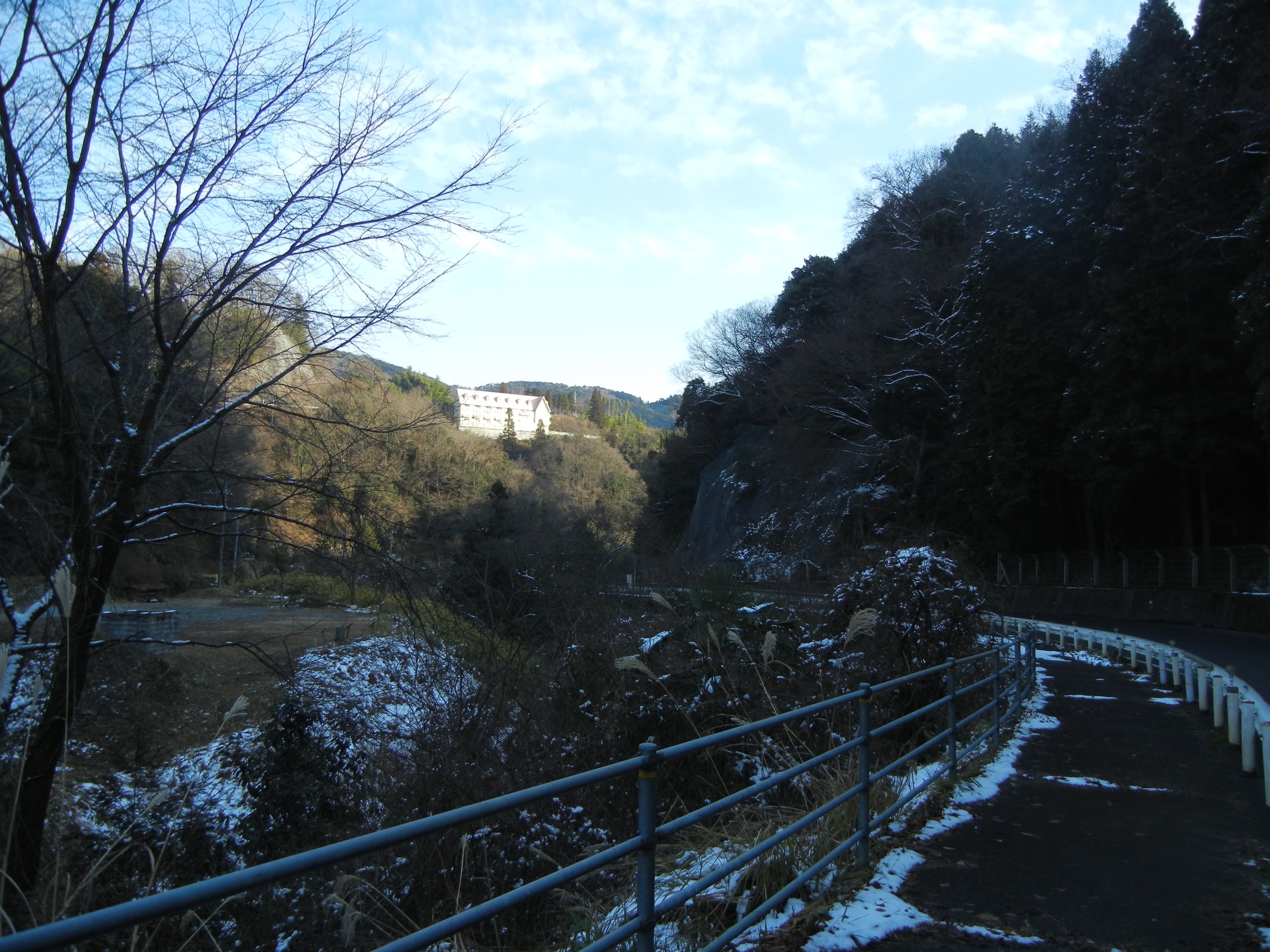
7.
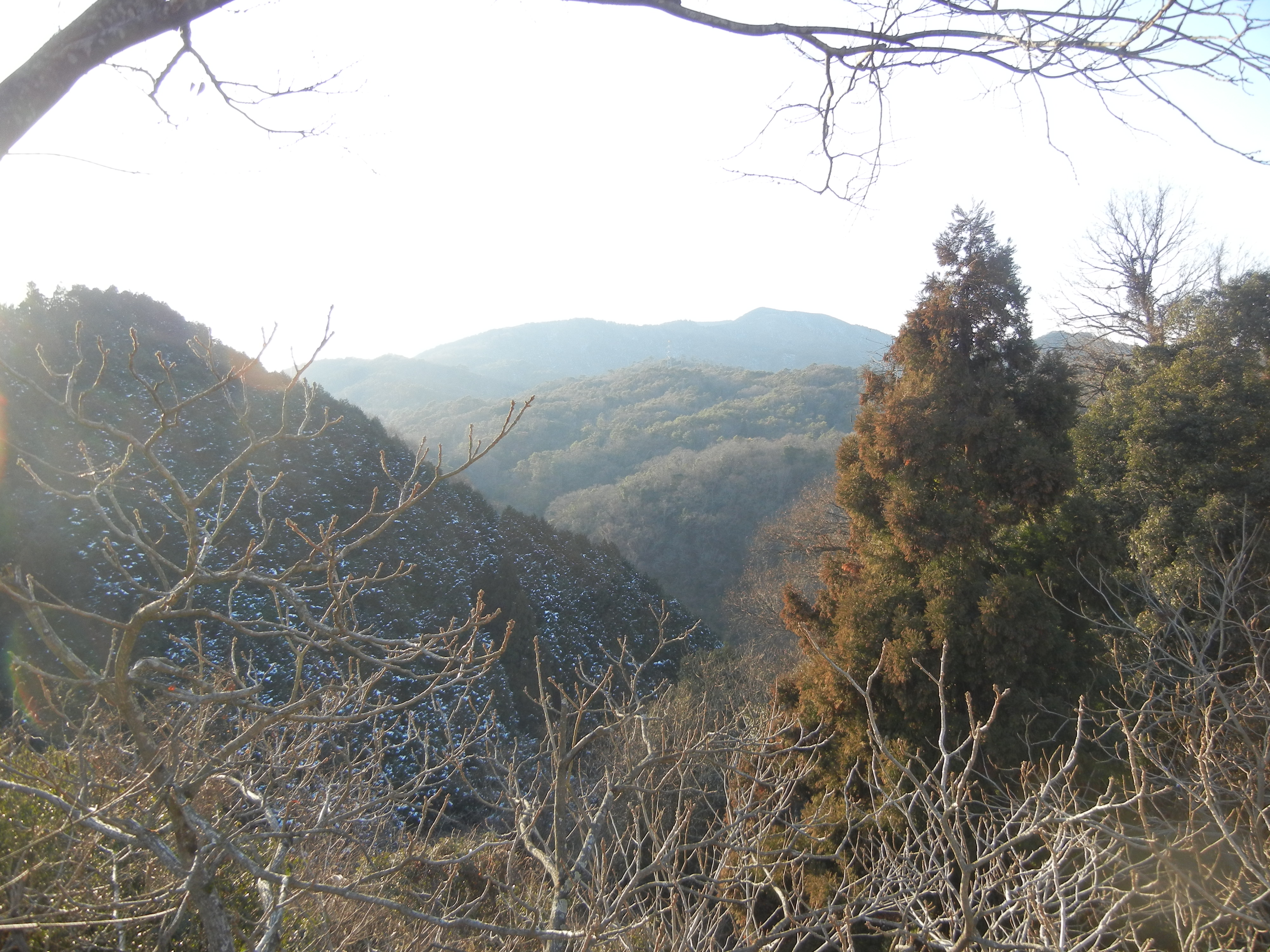
12.
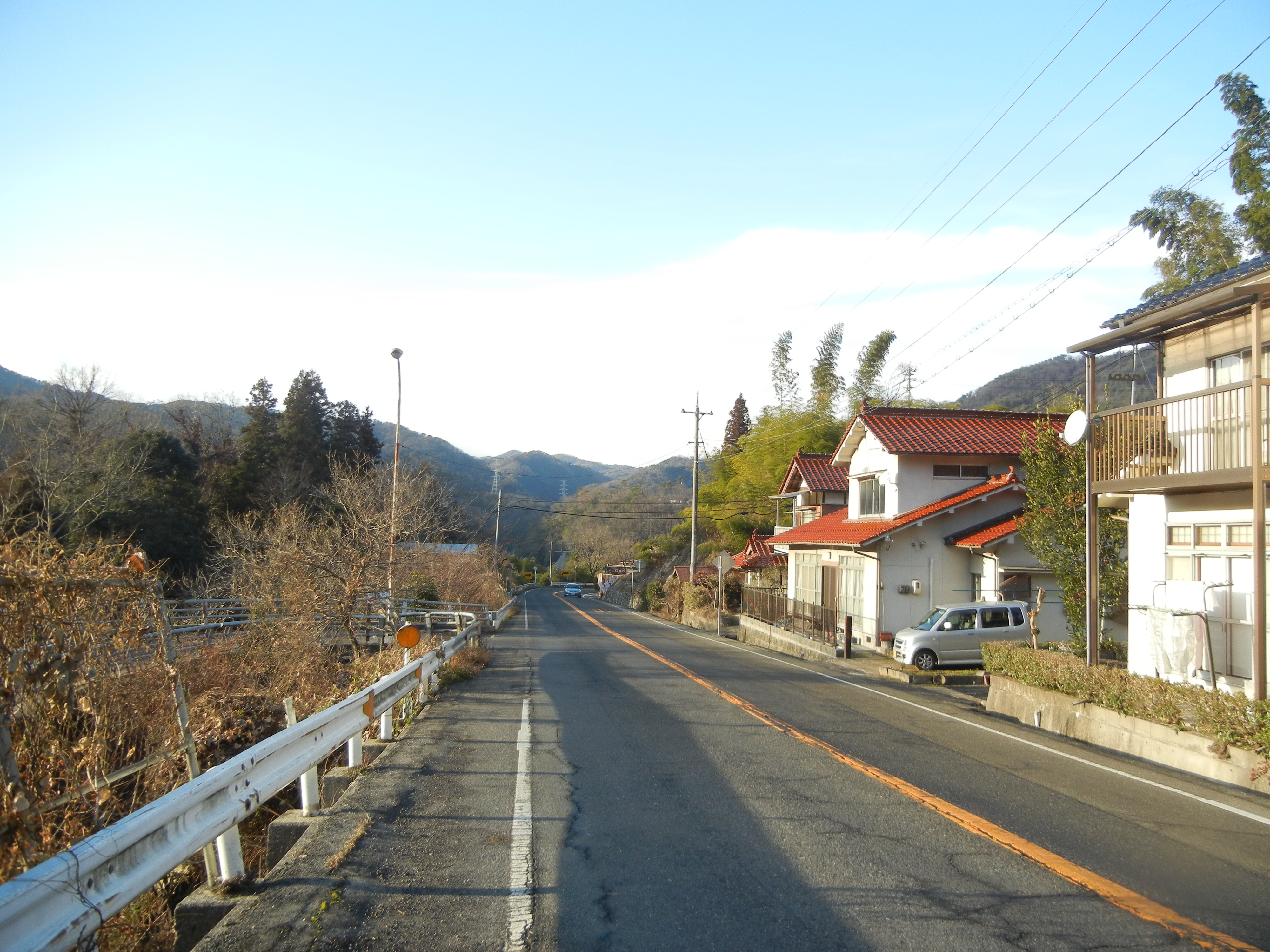
13.
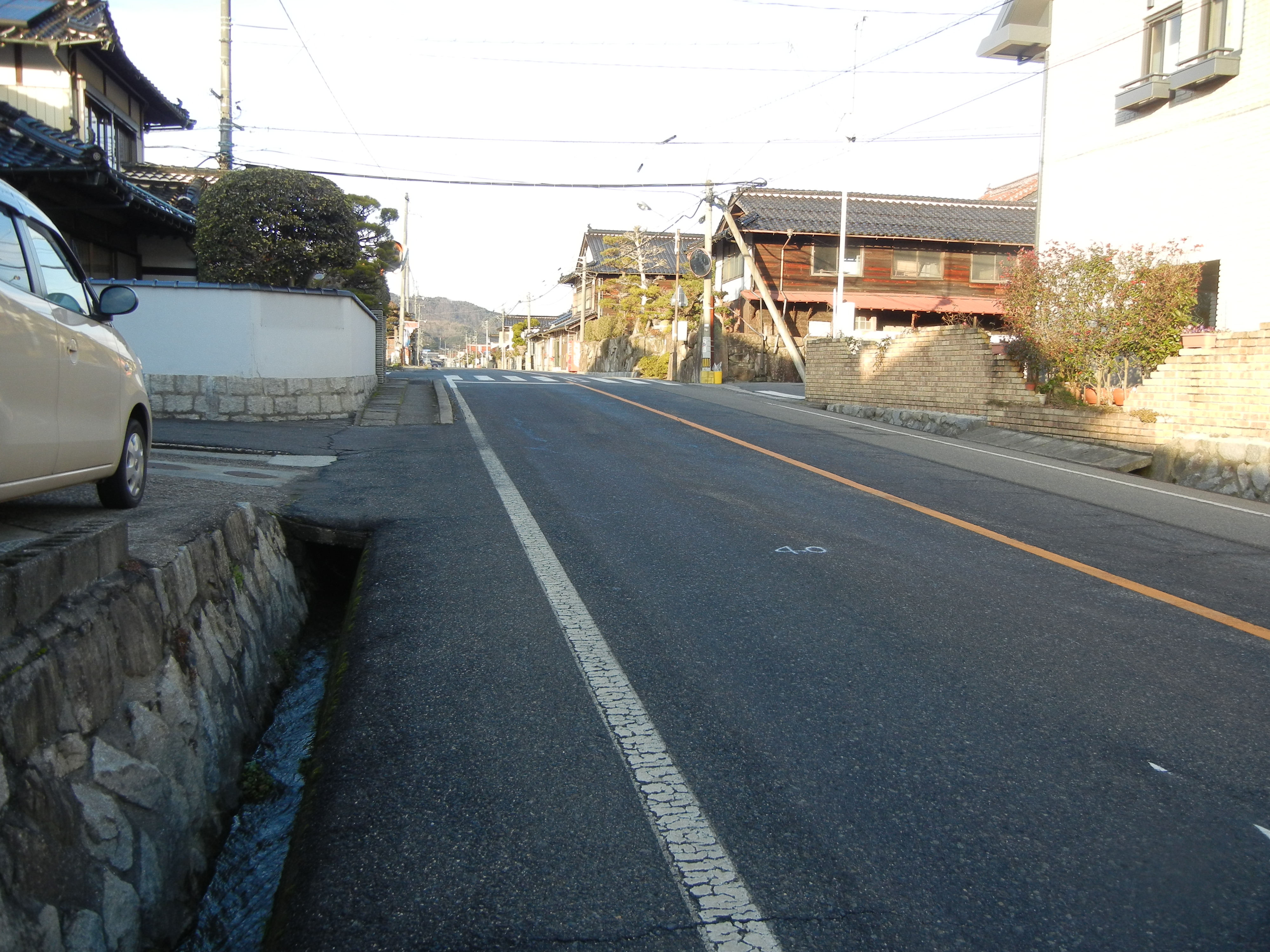
15.

- 1. 霧切谷遊歩道入口
- 4. 霧切谷遊歩道入口
- 5. 旧根野村営発電所取水門・水路。発電所跡はそこから約600 m下流側にある[25]。
- 6. 中村憲吉の歌碑と旧県道の石畳
- 8. 潜龍峡ふれあいの里
- 9. 魚切滝
- 10. 鍋割雌滝（潜龍峡の滝）
- 11. 馬頭観音堂
- 14. 上根峠と断層説明板
- 16. 分水嶺ポスト跡。かつてこの位置に郵便ポストがあった。分水界であったこと、町で出征の際にはここで見送っていたことから、「泣き別れのポスト」とも言われていた[25]。
- 17. 河川争奪の断層説明板
- 18. 国道54号分水嶺